# Souto (Penedono)
Souto é uma povoação portuguesa sede da Freguesia de Souto do Município de Penedono, freguesia com 15,25 km² de área e 288 habitantes (censo de 2021), tendo, por isso, uma densidade populacional de 18,9 hab./km².
Além da sede, a Freguesia de Souto é composta pelos lugares da Trancosã, Mozinhos, Risca e pela aldeia de Arcas que conta com cerca 100 habitantes, distando 2 km da sede de freguesia.

## Demografia
A população registada nos censos foi:
| Distribuição da População por Grupos Etários | Distribuição da População por Grupos Etários | Distribuição da População por Grupos Etários | Distribuição da População por Grupos Etários | Distribuição da População por Grupos Etários |
| -------------------------------------------- | -------------------------------------------- | -------------------------------------------- | -------------------------------------------- | -------------------------------------------- |
| Ano                                          | 0-14 Anos                                    | 15-24 Anos                                   | 25-64 Anos                                   | > 65 Anos                                    |
| 2001                                         | 61                                           | 45                                           | 187                                          | 83                                           |
| 2011                                         | 30                                           | 44                                           | 159                                          | 84                                           |
| 2021                                         | 21                                           | 18                                           | 148                                          | 101                                          |

## Património
- Pelourinho de Souto
- Torre do Relógio
- Capela do Divino Espírito Santo (Arcas)
- Capela da Santa Apolónia (Arcas)
- Fonte de Mergulho (Arcas)
- Cova da Moura (Arcas)
- Alminhas (Arcas)
- Guardião do Monte Airoso (Arcas)